# David Wharton
David Wharton est un nageur américain né le 19 mai 1969 à Abington (Pennsylvanie).

## Biographie
David Wharton dispute l'épreuve du 400 m 4 nages aux Jeux olympiques d'été de 1988 de Séoul et remporte la médaille d'argent.